# Musan

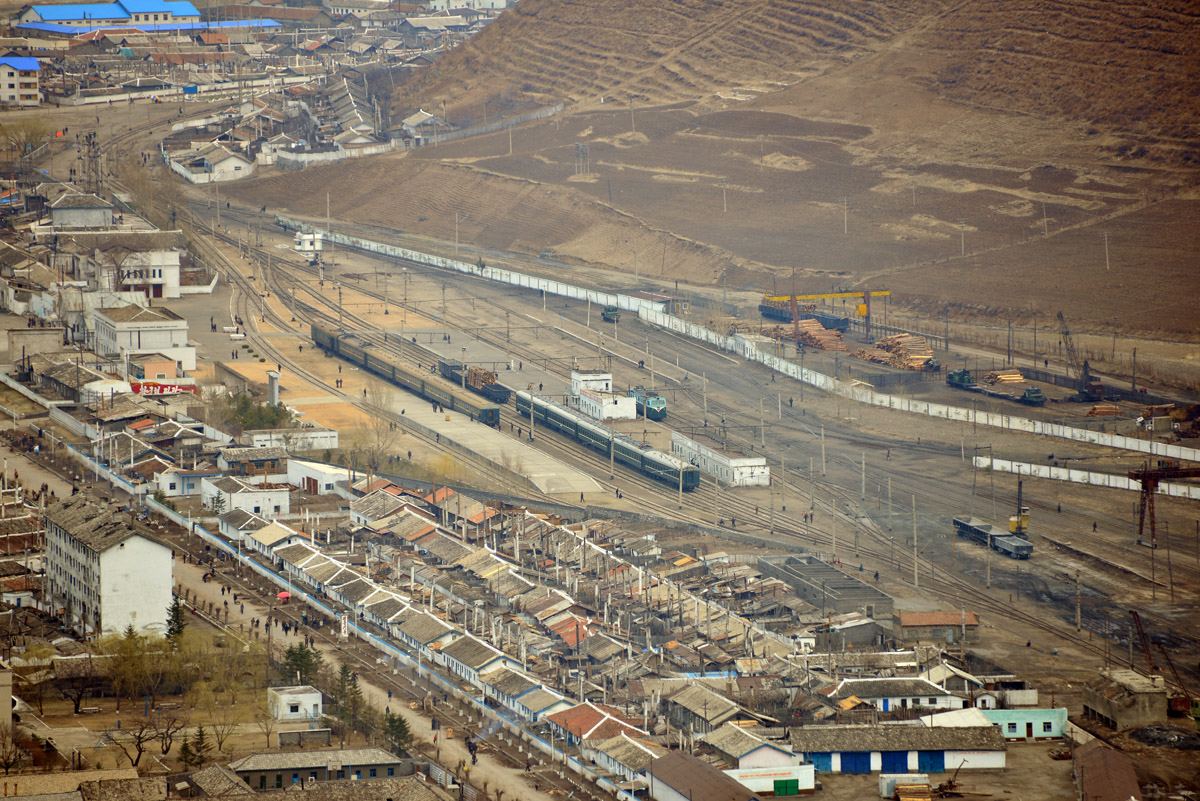
Ga Musan

Musan (Hán Việt: Mậu Sơn) là một huyện của tỉnh Hamgyong Bắc tại Cộng hòa Dân chủ Nhân dân Triều Tiên. Huyện giáp với Trung Quốc ở phía bắc qua sông Đồ Môn. Huyện bao gồm 1 thị trấn, 6 khu lao động và 15 làng. Chính quyền của huyện nằm ở trấn Musan. Luogo và Dehua là hai đô thị Trung Quốc gần nhất của huyện.
Địa hình của Musan cao với trên 90% diện tích là đồi núi, có dân cư thưa thớt; phần lớn huyện nằm trên cao nguyên Paekmu, trong khi phần tây bắc là một phần của cao nguyên Musan. Dãy núi Hamgyong chạy dọc phần ranh giới tây bắc của huyện. Musan là nơi lạnh nhất tại tỉnh Hamgyong Bắc.
Khu vực Musan được biết đến với các mỏ quặng sắt, gỗ xẻ và khoai tây. Mỏ Musan, một mỏ quặng sắt lớn, nằm ở đây. Do nhiều cây đã bị chặt để làm nhiên liệu nên chỉ còn lại rất ít cây ở khu vực này.
Các nông dân ở Musan chăn nuôi bò, gà, vịt và thỏ. Tuy nhiên, chính phủ cấm người dân nuôi bò để lấy thịt. Những con bò ở đây chỉ được phép sử dụng để làm việc.
Các tuyến đường sắt đi qua địa bàn huyện là tuyến Musan và tuyến Paekmu.
Musan và khu vực xung quanh bị ảnh hưởng nặng nề bởi lũ lụt năm 2016 do hậu quả của cơn bão Lionrock.

## Dân số
Năm 2008, dân số toàn huyện Musan là 123.721 người (59.354 nam và 64.367 nữ), trong đó, dân cư đô thị là 84.547 người (68,3%) còn dân cư nông thôn là 39.174 người (31.7%).